# Джордан Чайлз
Джордан Чайлз (англ. Jordan Chiles; нар. 15 квітня 2001, Туолетін, Орегон, США) — американська гімнастка. Срібна призерка Олімпійських ігор у Токіо, Японія, у командній першості.

## Біографія
Народилась у багатодітній родині, де, крім Джордан, виховуються Ясмін, Джейд, Таймен і Тайрус.
Після школи продовжить навчання в університеті Каліфорнії. На олімпійський сезон взяла академічну відпустку.
Мала пропозиції спонсорського контракту, але вирішила відмовитись від статусу професіонала, щоб мати змогу виступати в студентській лізі.

## Спортивна кар'єра
Відвели до секції спортивної гімнастики через непосидючість, постійне виконання колеса та ходіння на руках.

#### 2017
Дебютувала в дорослій збірній США.
Після другого місця в багатоборстві на чемпіонаті США до складу збірної на чемпіонат світу в Монреалі, Канада, не потрапила.

#### 2018
За результатами чемпіонату США та відбіркового турніру на чемпіонат світу в Досі, Катар, до складу збірної США на головний турнір року знов не відібралась. Після другої поспіль поразки за право представляти США на світовій першості наважилась на переїзд за 3000 км від рідного міста до Спрінга, Техас, для тренування в одній групі зі Сімоною Байлс.

#### 2019
Попри конкуренцію з найкращою гімнасткою сьогодення та значне зростання майстерності, потрапити до складу збірної на передолімпійський чемпіонат світу знов не вдалось.
У жовтні отримала травму зап'ястя, була прооперована. Одужання затягнулось до 10 тижнів. Відновитися вдалось швидко, але вправа на різновисоких брусах не підкорювалась. Коли надія на олімпійську збірну майже згасла, через пандемію коронавірусу Олімпійські ігри в Токіо, Японія, було перенесено на рік, що дало змогу Джордан повністю відновитися від травми та з новими силами штурмувати відбір на головний старт чотириріччя.

#### 2021
Олімпійський сезон почала з впевненої перемоги на Зимовому кубку в багатоборстві, опорному стрибку та вільних вправах, а також другої позиції на колоді.
На Американській класиці вдалось підтвердити високий рівень готовності, посівши друге місце в багатоборстві після Сімони Байлс.
На чемпіонаті США та олімпійському випробовуванні в багатоборстві за сумою двох днів продемонструвала треті результати, що не дало автоматично відібратися до олімпійської команди. Рішенням тренерського штабу була оголошена членом збірної США на Олімпійські ігри в Токіо, Японія, у командній першості.
На Олімпійських іграх в Токіо, Японія, у фіналі командної першості після невдалого виконання стрибка та вимушеного зняття Сімони Байлс Джордан замість опорного стрибка та вільних вправ вимушена була виконувати усі чотири вправи, при чому на різновисоких брусах вдалось набрати 14,166 балів, на колоді — 13,433 бали, а у вільних вправах на третій діагоналі впала, отримавши лиш 11,700 балів. Таким чином, спільно з Сімоною Байлс, Сунісою Лі та Грейс Мак-Калум набрали 166,096 балів та посіли друге місце, вперше з 2010 року програвши ОІ чи чемпіонати світу.

#### 2024
На Олімпійських іграх в Парижі, Франція, здобула командну перемогу в першості разом з Сімоною Байлс, Сунісою Лі, Джейд Кері та Гезлі Ріверою. В єдиному особистому фіналі ОІ - вільних вправах - виступала останньою. Після отримання оцінки в 13,666 балів та п'ятого місця подала протест на оцінку за складність, після перегляду якого оцінка була збільшена на 0,1 бала до 13,766 балів, що принесло спортсменці бронзову нагороду. Однак федерація Румунії подала позов до Спортивного арбітражного суду щодо подачі протесту американською збірною не протягом відведеної 1 хвилини після виставлення оцінки останній гімнастці, а через 1 хвилину 4 секунди, що призводить до анулювання протесту. Після розгляду скарги Спортивний арбітражний суд через 5 діб після нагородження задовольнив вимоги федерації гімнастики Румунії та постановив позбавити бронзової нагороди Джордан Чайлз та нагородити румунку Ану Барбосу. Федерація США звернулась до Міжнародного олімпійського комітету щодо видачі другої бронзової нагороди Джордан Чайлз, посилаючись на прецедент на ОІ в Солт-Лейк-Сіті, США, однак отримала відмову.

## Результати на турнірах
| Рік  | Змагання                         | КБ | ІБ | Опорний стрибок | Різновисокі бруси | Колода | Вільні вправи |
| ---- | -------------------------------- | -- | -- | --------------- | ----------------- | ------ | ------------- |
| 2017 | Чемпіонат США                    |    | 2  |                 | 7                 | 4      | 8             |
| 2018 | Кубок світу. Штутгарт            |    | 3  |                 |                   |        |               |
| 2018 | Тихоокеанський чемпіонат         | 1  |    | 1               |                   | 3      | 1             |
| 2018 | Американська класика             |    | 8  | 2               | 8                 |        | 6             |
| 2018 | Чемпіонат США                    |    |    | 2               |                   |        |               |
| 2018 | Табір відбору на чемпіонат світу |    | 7  |                 |                   |        |               |
| 2019 | Американська класика             |    |    |                 | 8                 |        |               |
| 2019 | Чемпіонат США                    |    | 6  |                 | 7                 |        | 7             |
| 2021 | Зимовий кубок                    |    | 1  | 1               | 4                 | 2      | 1             |
| 2021 | Американська класика             |    | 2  |                 | 2                 | 4      | 2             |
| 2021 | Чемпіонат США                    |    | 3  | 3               | 4                 | 4      | 4             |
| 2021 | Олімпійське випробовування       |    | 3  |                 | 2                 | 4      | 3             |
| 2021 | Олімпійські ігри                 | 2  |    |                 |                   |        |               |
| 2022 | Чемпіонат NCAA                   |    |    |                 | 52                |        |               |
| 2022 | Чемпіонат США                    |    | 3  |                 | 3                 | 4      | 3             |
| 2022 | Кубок виклику в Парижі           |    |    | 2               | 5                 |        | 1             |
| 2022 | Чемпіонат світу                  | 1  |    | 2               |                   |        | 2             |
| 2024 | Олімпійські ігри                 | 1  |    |                 |                   |        | 3 5           |